# 無斑似裸綿鳚
無斑似裸綿鳚，為輻鰭魚綱鱸形目绵鳚亞目绵鳚科的其中一種，分布於西北太平洋的鄂霍次克海海域，屬底棲性魚類，棲息深度在水深86公尺，體長可達9.7公分，屬肉食性，以甲殼類為食。

## 扩展阅读
維基物種上的相關：無斑似裸綿鳚